# Bernard Guillet
Pour les articles homonymes, voir Guillet.
Bernard Guillet (1945-) fut le conseiller diplomatique de Charles Pasqua au Ministère français de l'intérieur (1986-1988 puis 1993-1995) et au Conseil général des Hauts-de-Seine. Il a été impliqué dans plusieurs affaires politico-financières comme le financement illégal du RPF et le volet français de l'affaire pétrole contre nourriture.

## Affaire des ventes d'armes à l'Angola
Le juge Philippe Courroye, magistrat instructeur de l'affaire des ventes d'armes à l'Angola (Angolagate), a enquêté sur un virement de 1,5 million de francs effectué le 12 juillet 1996 entre la société Brenco et l'association France-Afrique-Orient (AFAO) animée par Bernard Guillet et Charles Pasqua. L'AFAO était domiciliée dans les mêmes locaux que Demain la France, le mouvement de M. Pasqua. Elle a été dissoute en octobre 2000.
Le jeudi 12 avril 2001, Bernard Guillet s'est vu signifier sa mise en examen pour « recel d'abus de biens sociaux ».
Le mardi 27 octobre 2009, après six mois d'audience (6 octobre 2008-4 mars 2009), la onzième chambre du tribunal correctionnel du Tribunal de Grande Instance de Paris a relaxé, par deux fois, Bernard Guillet dans l'affaire de l'Angolagate.

## Volet français de l'affaire pétrole contre nourriture
Dans le volet français de l'affaire pétrole contre nourriture, l'ancien conseiller diplomatique de Charles Pasqua aurait été, en 2001, « allocataire dans le cadre d'un seul contrat (phase 10) d'une quantité d'environ 2 millions de barils ».
Le 28 avril 2005, Bernard Guillet est mis en examen pour « recel d'abus de biens sociaux » et « trafic d'influence aggravé ». M. Guillet a relaté au juge Philippe Courroye les conditions dans lesquelles Saddam Hussein avait voulu récompenser Charles Pasqua : « Tarek Aziz m'a dit que l'Irak voulait remercier Charles Pasqua du rôle qu'il avait eu lorsque, en 1993, il avait organisé la première visite et le premier contact avec un officiel de haut rang en France, Tarek Aziz. »
Le 8 juillet 2013, la 11e chambre du Tribunal de grande instance de Paris a relaxé par deux fois (trafic d'influence aggravé et corruption d'agents publics étrangers) Bernard Guillet lui permettant aussi de demander réparation pour une détention provisoire de sept mois (27 juin 2005 - 27 janvier 2007)[réf. souhaitée].